# کلرید پنتاآمین (نیتروژن) روتنیم (II)
کلرید پنتاآمین(نیتروژن)روتنیم(II) (به انگلیسی: Pentaamine(nitrogen)ruthenium(II) chloride) با فرمول شیمیایی H۱۵N۷Cl۲Ru یک ترکیب شیمیایی است. که جرم مولی آن ۲۸۵٫۱۴ g/mol می‌باشد. شکل ظاهری این ترکیب، جامد بی رنگ است.